# Roptrocerus auratus
Roptrocerus auratus är en stekelart som beskrevs av William Harris Ashmead 1894. Roptrocerus auratus ingår i släktet Roptrocerus och familjen puppglanssteklar. Inga underarter finns listade i Catalogue of Life.